# Тибетське письмо
Тибетська абетка — абетка для запису слів тибетської мови. Складається з 30 літер-складів. Створена на основі індійського прототипу в VII столітті.

## Історія
Подібно до багатьох інших індійських писемностей тибетське письмо походить від письма брахмі, перші пам'ятки якого датуються III століттям до н. е. Згодом з письма брахмі розвинулися численні регіональні варіанти, які подеколи мають дуже суттєві відмінності.
Створення тибетського письма традиційно приписують Тхонмі Самбхота, який був міністром у першого правителя всього Тибету Сронцангамбо. 632 року Тхонмі Самбхота за наказом Сронцангамбо вирушив до Північної Індії (можливо, до Кашміру), аби вивчити тамтешне письмо й допасувати його до тибетської мови. Тибетське письмо, що виникло таким чином, мало за основу письмо гуптів.
Незважаючи на те, що ця версія походження тибетського письма є дуже поширеною, сьогодні багато науковців мають сумніви, що саме Тхонмі Самбхота є винахідником цього письма. В тибетських анналах, знайдених у Дуньхуані, є запис про те, що буддистські тексти було перекладено тибетською 655 року, що видається надто ранньою датою, якщо брати за основу версію з подорожжю Тхонмі Самбхота. Окрім того, в індійському місті Гопалпур було знайдено напис, написаний майже повністю ідентичним з тибетським письмом. Цей напис датується 500 роком, тобто задовго до ймовірного винайдення тибетського письма Тхонмі Самбхота.
На основі тибетського письма в XVII столітті з'явилося письмо лепча. Форма літер монгольського квадратового письма також походить від тибетського. 1992 року тибетське письмо було переведено в тибетський варіант шрифту Брайля.

## Алфавіт
| ཀ        | ཁ          | ག         | ང         |
| қа (ka)  | қха (kha)  | ґа (ga)   | нґа (nga) |
| ཅ        | ཆ          | ཇ         | ཉ         |
| ча (ca)  | чха (cha)  | джа (ja)  | нья (nya) |
| ཏ        | ཐ          | ད         | ན         |
| та (ta)  | тха (tha)  | да (da)   | на (na)   |
| པ        | ཕ          | བ         | མ         |
| па (pa)  | пха (pha)  | ба (ba)   | ма (ma)   |
| ཙ        | ཚ          | ཛ         | ཝ         |
| ца (tsa) | цха (tsha) | дза (dza) | ва (wa)   |
| ཞ        | ཟ          | འ         | ཡ         |
| жа (zha) | за (za)    | а ('a)    | я (ya)    |
| ར        | ལ          | ཤ         | ས         |
| ра (ra)  | ла (la)    | ша (sha)  | са (sa)   |
| ཧ        | ཨ          |           |           |
| ха (ha)  | а (a)      |           |           |

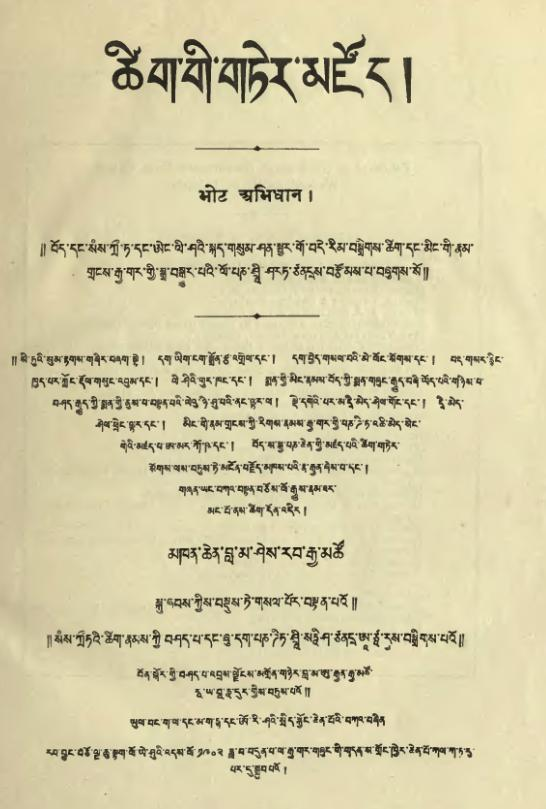
Титульна сторінка тибетсько-англійського словника

У дужках наведено транслітерацію Вайлі
Окрім того існує декілька «перевернутих» літер для передачі церебральних звуків санскритського алфавіту деванагарі, відсутніх в тибетській мові:
| ཊ       | ཋ         | ཌ       | ཎ       | ཥ       |
| ṭa (Ta) | ṭha (Tha) | ḍa (Da) | ṇa (Na) | ṣa (Sa) |

Для передачі «ф» у китайських запозиченнях використовується лігатура ཧྥ
Існує класичне правило транслітерувати санскритські च छ ज झ (ca cha ja jha) як ཙ ཚ ཛ ཛྷ (tsa tsha dza dzha) відповідно, що відображало східноіндійську або неварську вимову. Зараз використовуються також літери ཅ ཆ ཇ ཇྷ (ca cha ja jha).
Голосні пишуться над або під складом:
| ཀི       | ཀུ       | ཀེ       | ཀོ       |
| ки (ki) | ку (ku) | ке (ke) | ко (ko) |

## Скоропис
Тибетський скоропис називається «уме» (досл.: без голови).

## Зразки письма
Нижче наведено переклад тибетською мовою першої статті «Загальної декларації прав людини».
| Тибетське письмо                  | འགྲོ་བ་མིའི་རིགས་རྒྱུད་ཡོངས་ལ་ སྐྱེས་ཙམ་ཉིད་ནས་ཆེ་མཐོངས་དང༌། ཐོབ་ཐང་གི་རང་དབང་འདྲ་མཉམ་དུ་ཡོད་ལ། ཁོང་ཚོར་རང་བྱུང་གི་བློ་རྩལ་དང་བསམ་ཚུལ་ བཟང་པོ་འདོན་པའི་འོས་བབས་ཀྱང་ཡོད། དེ་བཞིན་ཕན་ཚུན་གཅིག་གིས་གཅིག་ལ་ བུ་སྤུན་གྱི་འདུ་ཤེས་འཛིན་པའི་ བྱ་སྤྱོད་ཀྱང་ལག་ལེན་བསྟར་དགོས་པ་ཡིན༎ |
| Транслітерація Вайлі              | 'gro ba mi'i rigs rgyud yongs la skyes tsam nyid nas che mthongs dang/ thob thang gi rang dbang 'dra mnyam du yod la/ khong tshor rang byung gi blo rtsal dang bsam tshul bzang po 'don pa'i 'os babs kyang yod/ de bzhin phan tshun gcig gis gcig la bu spun gyi 'du shes 'dzin pa'i bya spyod kyang lag len bstar dgos pa yin// |
| Офіційна китайська транслітерація | Zhopamii riggyü yongla gyê zamnyinai qê tong tang/ Tobtang ki rangwang zhanyam tu yoi la/ Kong cor rangqungki lozai tang samcü sangbo doin bai oipab gyang yoi/ Têxin paincün jigkijigla pubünkyiduxê zinbai qajoi gyang laglêndar goibayin//                                                                                     |
| Український переклад              | Всі люди народжуються вільними і рівними у своїй гідності та правах. Вони наділені розумом і совістю і повинні діяти у відношенні один до одного в дусі братерства.. |

### Програми
- «Титло» — перекладач чисел, записаних тибетськими літерами.(рос.)